# United Pentecostal Church
United Pentecostal Church International (UPCI) är ett pentekostalt trossamfund, bildat 1945 genom samgående mellan Pentecostal Church, Incorporated (PCI) och Pentecostal Assemblies of Jesus Christ (PAJC). UPCI tillhör oneness-rörelsen som helt tar avstånd från andra kyrkor som tror på treenigheten.
UPCI har allt sedan sin tillblivelse varit en av de snabbare växande trossamfunden i Nordamerika, där man har cirka 350 000 medlemmar.

## Historia
Samfundet har sina rötter i den moderna pingströrelsens genombrott i Topeka, Kansas 1901, när Agnes Ozman blev andedöpt och började tala i tungor och senare väckelsen på Azusa Street i Los Angeles 1906.  
1916 bröt en rad pastorer med Assemblies of God, på grund av lärostrider kring treenigheten och dopet. Rörelsen splittrades även utifrån rasfrågan - många av de första pingstförkunnarna var afroamerikaner och/eller kvinnor, och i USA fanns apartheid-liknande lagar. Andra oneness-samfund var AFM Church of God och Pentecostal Assemblies of the World, som 1914 antog oneness-läran, efter att man 1913 börjat genomföra dop i Jesu namn.
En av UPC:s ledande förkunnare var Frank Ewart.
En välkänd förkunnare som under en period verkade inom kyrkan var William M Branham.

## Internationell utbredning
2012 var United Pentecostal Church International etablerad i 205 länder med omkring 3 miljoner medlemmar i 36,000 församlingar. 

### UPCI i Norden
United Pentecostal Church i Norden, med sammanlagt cirka 200 medlemmar, etablerades av amerikanen Eddie Anderson Tilley.  
1978 började han sin verksamhet i Norge, där UPC idag har församlingar i Oslo, Kristiansand, Asker, Drammen och Fredrikstad. Även i Danmark finns församlingar med koppling till rörelsen och i Finland håller ett arbete på att etableras.